# Anatoli Artsebarski

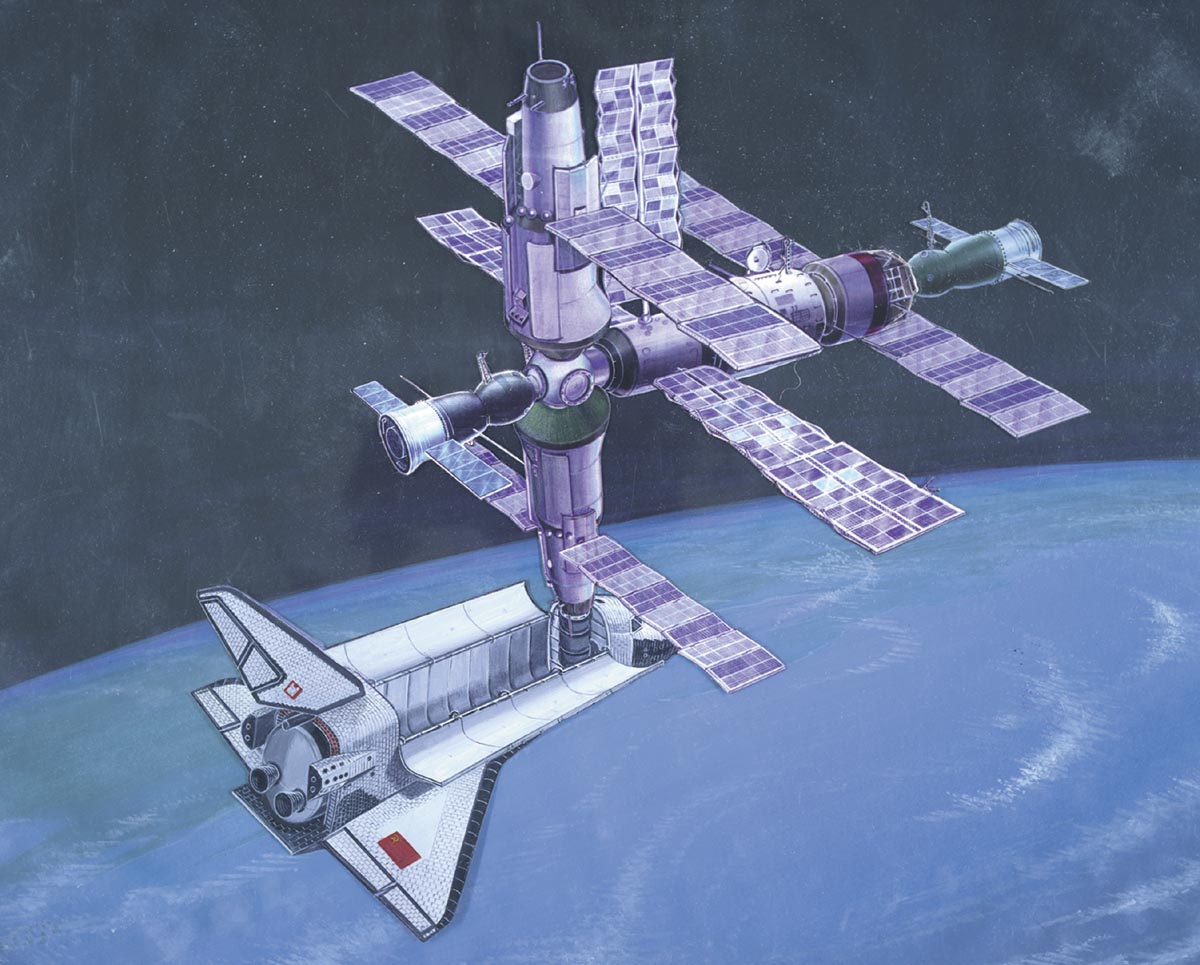
Het ruimteveer Boeran wordt aan de Mir gekoppeld (kunstenaarsimpressie)

Anatoli Pavlovitsj Artsebarski (Russisch: Анатолий Павлович Арцебарский) (Prosjanaja, Oblast Dnjepropetrovsk, 9 september 1956) is een voormalig Sovjet-kosmonaut.

## Kosmonaut
Artsebarski werd in 1985 kosmonaut en bracht ongeveer 145 dagen (zo'n 5 maanden) in de ruimte door. In 1991 vloog hij aan boord van de Sojoez TM-12. Dit ruimteschip koppelde de bemanning aan de Russische Mir. Artsebarski en een collega-kosmonaut bleven aan boord van de Mir, terwijl de rest van de bemanning na 8 dagen terugvloog naar de Aarde. Hij ondernam zes ruimtewandelingen tijdens deze missie en bracht aldus ruim 33 uur 'lopend' in de ruimte door.
Tijdens zijn verblijf in de Mir construeerde hij een ruimtetoren die men kon gebruiken met een besturingsmodule.

## Onderscheidingen
- Held van de Sovjet-Unie
- Piloot-Kosmonaut van de Sovjet-Unie
- Orde van Lenin
- Medaille van verdienste voor ruimteonderzoek